# Euglossa perviridis
Euglossa perviridis är en biart som beskrevs av Dressler 1985. Euglossa perviridis ingår i släktet Euglossa, tribus orkidébin, och familjen långtungebin. Inga underarter finns listade.